# Mickey Hart
Mickey Hart, właśc. Michael Steven Hartman (ur. 11 września 1943 w Brooklynie) – amerykański muzyk i perkusista. Jest byłym perkusistą grupy Grateful Dead.
Jego album, Planet Drum, pozostawał na 1. miejscu na liście Billboard World Music Chart przez 26 tygodni i zdobył w tym samym roku nagrodę Grammy w kategorii Best World Music, jako pierwszy w historii tej kategorii.

## Filmografia
- Uwaga! Mr. Baker (2012, film dokumentalny, reżyseria: Jay Bulger)[4]